# Șumuleu Ciuc

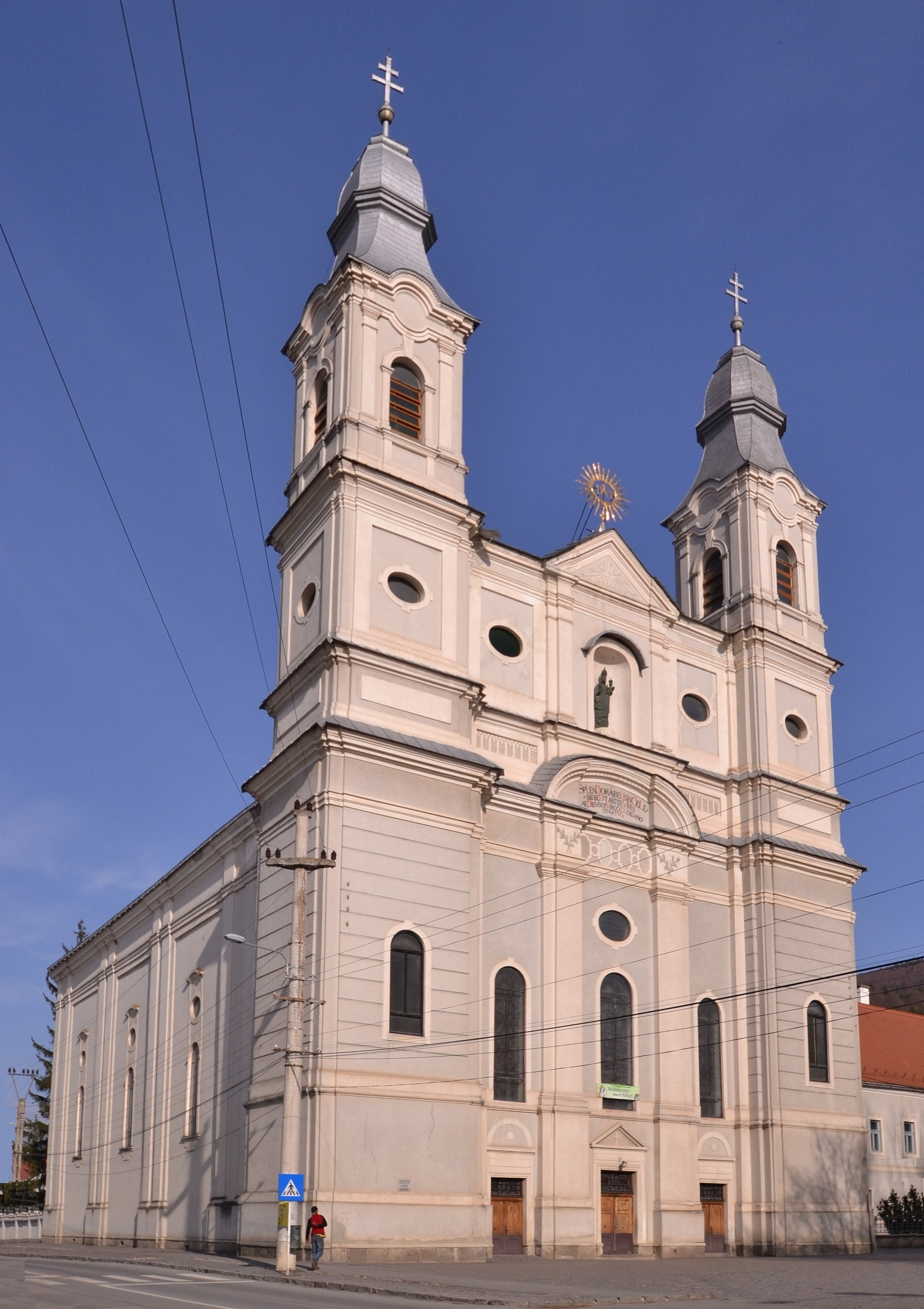
Klosterkirche Șumuleu

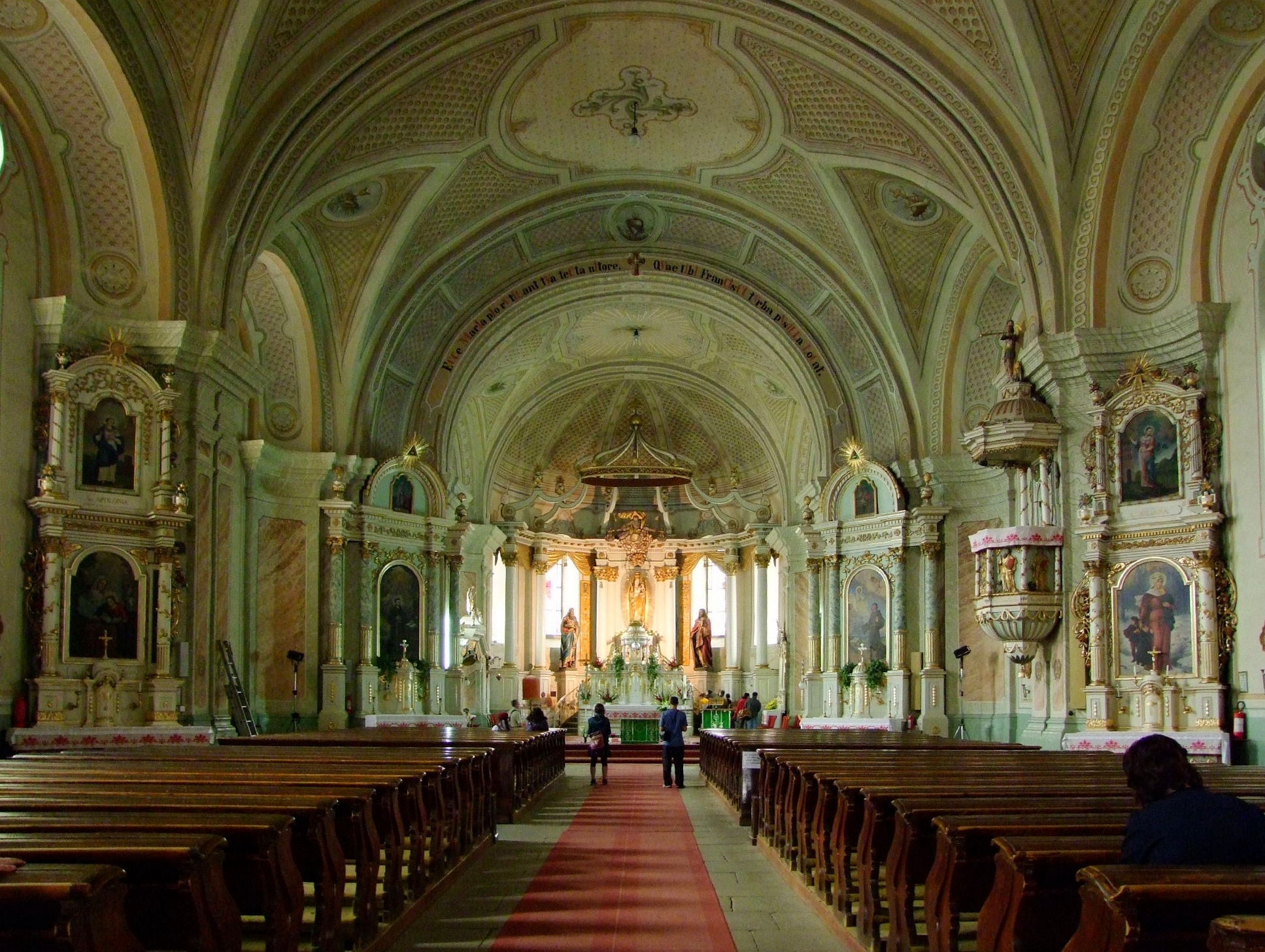
Innenraum

Șumuleu Ciuc (deutsch: Schomlenberg, ungarisch: Csíksomlyó) ist ein Bezirk der Stadt Miercurea Ciuc, im Kreis Harghita, in Siebenbürgen, Rumänien. In Șumuleu Ciuc befinden sich das Franziskanerkloster und die Klosterkirche Heilige Maria. Sie ist alljährlich am Samstag vor Pfingsten ein stark besuchtes Wallfahrtsziel der römisch-katholischen Szekler in Rumänien. Im Jahre 1994 zog sie mehr als 400.000 Pilger an.

## Geografische Lage
Șumuleu Ciuc liegt im nordöstlichen Teil von Miercurea Ciuc, in 3 km Entfernung vom Stadtzentrum, am Ufer des Flusses Șumuleu.

## Geschichte
Eine erste urkundliche Erwähnung der Ortschaft Sumlov stammt aus dem Jahr 1335. 1352 wurde die erste Kirche errichtet. Die erste Franziskanerkirche wurde zwischen 1442 und 1448 von Johann Hunyadi erbaut. 1530 und 1649 kamen noch zwei Kapellen hinzu. Die Kirche wurde mehrmals zerstört und wieder aufgebaut. Die heutige Kirche wurde von 1802 bis 1824 im klassizistischen Barockstil erbaut. Die Krypta des Vorgängerbaus blieb erhalten. Der Innenausbau dauerte 72 Jahre. Das Gnadenbild, eine zwei Meter große Holzskulptur der Gottesmutter mit dem Kind, stammt aus dem 16. Jahrhundert. Die Klosterschule hatte bereits 1630 ein Gymnasium. 1948 wurde die Kirche zur Basilica minor erhoben.
Über dem Hauptportal der Basilika ist ein lateinisches Chronogramm angebracht, das die Jahreszahl 1830 ergibt:
| Chronogramm                                                                       | Übersetzung |
| SPLENDOR AB ELISIS CELEBRI REDIT ARTE RVINIS AEDIBVS O! VIRGO GLORIA NOSTRA TVIS. | Der Glanz von den zerschlagenen Trümmern kehrt durch ruhmreiche Kunst deinem Tempel zurück, o Jungfrau, unsere Herrlichkeit. |

1959 wurde die ehemalige selbstständige Gemeinde Șumuleu Ciuc der Stadt Miercurea Ciuc angegliedert.
Am 1. Juni 2019 besuchte Papst Franziskus den Wallfahrtsort und feierte dort eine Heilige Messe.

## Touristische Attraktionen
- die Wallfahrtskirche und das Franziskanerkloster Heilige Maria
- das ehemalige römisch-katholische Gymnasium von 1727, heute Waisenheim
- die beiden römisch-katholischen Kapellen aus dem 15. Jahrhundert: Jesus der Retter und die Leiden des Jesus
- die Mineralwasserquelle

## Persönlichkeiten
- Pál Péter Domokos (1901–1992), Historiker
- Ioan Căianu (1629–1687), Franziskanerpriester, Historiker, Autor des Codex Caioni
- Imre Fodor (1937–2015), Politiker, Bürgermeister von Târgu Mureș.